# Shamarpa
- Portal:Budismo. Contenido relacionado con Budismo.

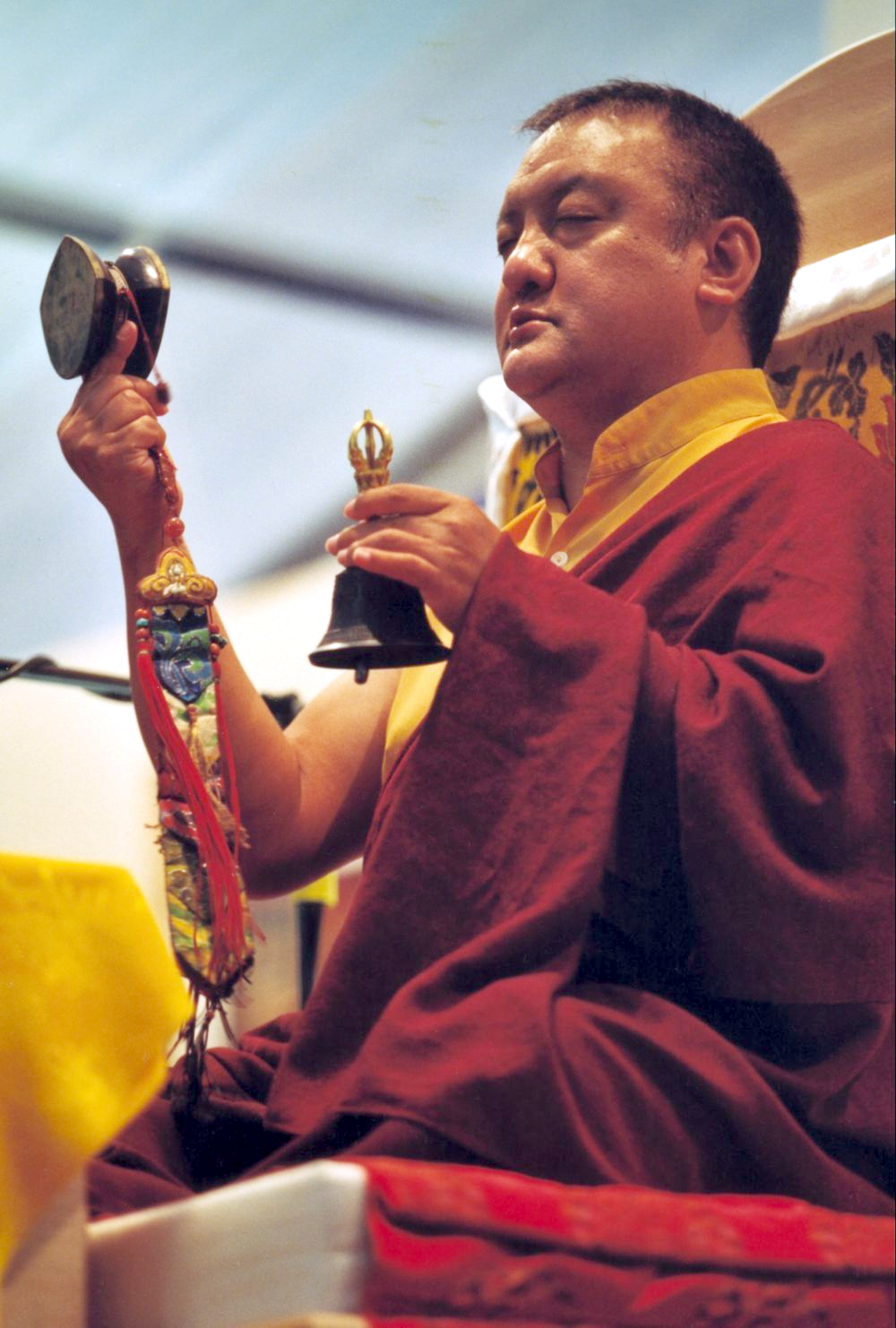
Shamarpa en Kassel

Shamarpa significa literalmente ‘persona (sostenedor) de la corona roja’, también conocido como Shamar Rinpoche considerado dentro de la tradición como la emanación de la mente del Buddha Amitābha.
Shamar Rinpoche es el segundo en importancia solo después del Gyalwa Karmapa dentro del linaje Karma Kagyu del Budismo Tibetano.
El primer Shamarpa, Khedrup Drakpa Senge (1283-1349), fue el discípulo principal del tercer Karmapa, Rangjung Dorje. Rangjung Dorje le dio a este discípulo una corona de color rubí junto con el título de Shamarpa, estableciendo así la segunda línea de lamas reencarnados (tulkus) en el Budismo Tibetano, siendo el linaje de los Karmapas el primero. De esta forma se cumplió plenamente la predicción del segundo Karmapa, Karma Pakshi, quien dijo que "los futuros Karmapas se manifestarán de dos formas". Cuando el cuarto Karmapa, Rolpe Dorje, devolvió la corona roja al segundo Shamarpa, mencionó la predicción de Karma Pakshi, diciendo: "Tú eres una manifestación, mientras yo soy la otra. Por lo tanto, la responsabilidad de darle continuidad a las enseñanzas del linaje Kagyu descansan de igual forma en ti, como en mí."
El (14.º) Shamarpa fue Mipham Chokyi Lodro, nacido en Derge, Tíbet, en 1952. A la edad de cuatro años fue reconocido por su tío, el 16.º Karmapa. Luego de la muerte del 16.º Karmapa en 1981, el Shamarpa reconoció a Trinley Thaye Dorje como el 17to Karmapa en 1994. El 14.º Shamarpa residía en India. Falleció de un ataque al corazón el 11 de junio de 2014.
Shamarpa es asociado tradicionalmente con el monasterio de Yangpachen cerca de Lhasa.

## El linaje de los Shamarpas
1. Khedrup Drakpa Senge, (1284-1349)
2. Shamar Khachö Wangpo, (1350-1405)
3. Shamar Chöpal Yeshe, (1406-1452)
4. Shamar Chokyi Drakpa Yeshe Pal Zangpo, (1453-1526)
5. Shamar Köncho Yenlak,(1526-1583)
6. Shamar Mipan Chökyi Wangchuk,(1584-1629)
7. Shamar Yeshe Nyinpo, (1631-1694)
8. Palchen Chökyi Döndrup, (1695-1732)
9. Könchog Geway Yungnay,(1733-1741)
10. Mipam Chödrup Gyamtso,(1742-1793)
11. (un médico anónimo en Tíbet, que fue forzado a esconderse por los regentes del gobierno de Lhasa)
12. Tugsay Jamyang Rinpoche
13. (un niño que sobrevivió solo un año)
14. Mipham Chokyi Lodro, (1952 -2014 )

## Artículos de S.S. Shamarpa Mipham Chokyi Lodro
- No hace falta demasiada tradición
- La calificación de un auténtico maestro budista
- Un cambio de expresión
- El camino Mahamudra
- Aprendiendo a ver
- Enseñanza sobre el Buddha Amitabha